# La Vaguada (centro comercial)
La Vaguada es un centro comercial que se encuentra en el madrileño barrio del Pilar (distrito Fuencarral-El Pardo). Fue el primer centro comercial que se abrió en Madrid.

## Historia
En 1973, la constructora Banús vendió los terrenos donde se edificaría el centro comercial a la sociedad francesa La Henin. Antes de su construcción, el proyecto contaba con un amplio rechazo de los vecinos del barrio del Pilar.  En 1976, el movimiento vecinal se aglutinó en torno a la asociación La Vaguada es Nuestra. Pequeños comercios de toda la capital apoyaron la protesta contraria a la edificación del centro comercial. En 1983 se empezó a construir el centro comercial. La oferta de cincuenta y seis empleos a parados de la zona y la promesa de que parte del espacio se dedicara a la construcción del centro cultural, la biblioteca, la piscina municipal, el centro de salud y el Parque de la Vaguada resolvió en gran medida el conflicto.
El edificio fue diseñado por César Manrique, que fiel a su estilo, integró ambientes naturales dentro del edificio: zonas de descanso con cascadas y fuentes y entrada de luz natural desde el techo. Fue inaugurado el 24 de octubre de 1983, en un acto que fue presidido por el alcalde Enrique Tierno Galván.
Hasta 2005, se mantuvo una zona llamada «Plaza de los Artesanos» en la que durante 22 años artesanos de diversos gremios ofrecían sus artículos y trabajaban bajo la mirada de los viandantes. Al descender el número de artesanos, la propiedad del centro comercial decidió dar otro uso a ese espacio.
Veinticinco años después de la inauguración, en 2008, el Centro Comercial La Vaguada pasó por una importante y polémica remodelación en la que se fijó el nuevo logotipo, se acortó el nombre (que anteriormente era «Centro Comercial Madrid 2 La Vaguada») y se añadió la marquesina del acceso principal, entre otros cambios. La Fundación César Manrique acusó a los responsables de la reforma de no respetar el espíritu del edificio, que estaba integrado con la naturaleza y se proponía como un modelo de centro comercial humano, como un remanso de belleza y paz en medio de la fealdad y la polución. El comunicado de la Fundación César Manrique expresó su desacuerdo en estos términos: «Cuando Manrique aceptó el proyecto fue consciente de los deseos de los vecinos del barrio del Pilar y, en su compromiso de aplicar el arte a la vida, quiso hacer compatibles los derechos adquiridos de la propiedad con la voluntad social, concibiendo una construcción singular y que se alejara de lo que se esperaba de un centro comercial», puntualizando que la reforma, «impulsada por criterios estrictamente funcionales, traiciona el espíritu de La Vaguada. Acaba con el carácter artesanal y humano y consolida una actuación que globaliza la superficie comercial bajo el más que discutible eslogan de modernizar. La pérdida de valor patrimonial y de personalidad de La Vaguada es un hecho». El Ayuntamiento de Madrid sigue sin declarar protegido el edificio, a pesar de ser la única obra de César Manrique en la ciudad.

## Características
Se trata de un edificio de planta rectangular con 5 plantas. Dos de ellas, bajo el nivel del suelo, configuran el aparcamiento (para 3600 vehículos), mientras que las otras tres el área propiamente comercial, en las cuales destaca la vegetación mediante el uso de jardineras colgantes.
Cuenta con un mercado tradicional, además de diversas tiendas ancla, como grandes almacenes e hipermercado. Además, dispone de farmacia, estanco, oficina de Correos. En su momento tuvo una estación de radio.
En la planta de la terraza se encuentran los cines y la mayor parte de la oferta de restauración.

## Como llegar

### Coche
La Vaguada tiene muy buena comunicación en vehículo privado. Se puede acceder principalmente mediante la Avenida de la Ilustración, la calle Ginzo de Limia, la avenida Monforte de Lemos, la cual pasa frente a las entradas principales y la carretera M-607 desviándose a la altura del hospital Ramón y Cajal, a menos de 5 minutos del centro comercial.

### Metro
La estación principal de metro que da servicio a La Vaguada es Barrio del Pilar, situada a 300 metros de la entrada, y perteneciente a la línea 9. Con dicha línea se puede acceder desde los intercambiadores de Plaza de Castilla y Avenida de América. También existe conexión, aunque algo más lejos, con la línea 7 en la estación de Peñagrande, con la que también se puede ir desde Avenida de América.

### Autobús
La Vaguada cuenta con varias líneas de autobús que efectúan parada justo en frente de dicho centro comercial.
Dichas líneas son:
| Línea | Terminales                           |
| ----- | ------------------------------------ |
| 49    | Plaza de Castilla – Pitis            |
| 83    | Moncloa – Barrio de la Paz           |
| 128   | Cuatro Caminos – Barrio del Pilar    |
| 132   | Moncloa – Hospital La Paz            |
| 134   | Plaza de Castilla – Montecarmelo     |
| 137   | Ciudad Puerta de Hierro – Fuencarral |
| 179   | Plaza de Castilla - El Pardo         |
| N22   | Cibeles – Barrio de La Paz           |
| N23   | Cibeles – Montecarmelo               |

### Cercanías Madrid
Si bien La Vaguada no tiene conexión directa con la red de cercanías de Madrid, se puede acceder mediante la estación de Pitis y coger la línea 7 de metro o el bus 49, o mediante la estación de Mirasierra - Paco de Lucía y la línea 9 de metro o el bus 134.

## La Vaguada en la literatura
El centro comercial aparece repetidamente en la obra de Fernando San Basilio, tanto en sus novelas Mi gran novela sobre La Vaguada y El joven vendedor y el estilo de vida fluido, como en su cuento «Al principio Dios creó La Vaguada».